# Soldug-familien
Soldug-familien (Droseraceae) er insektædende urter, der har langstilkede og rosetstillede blade, som ofte er foldet langs midterribben. Blomsterne er som regel ganske små og hvide, men kun åbne i solskin. Her omtales kun de slægter, som er repræsenteret ved arter, der er vildtvoksende eller dyrkede i Danmark.
| Slægter |

- Fluefanger-slægten (Dionaea)
- Soldug (Drosera)